# Néstor Hipolito Giovannini
Nestor Hipolito Giovannini (ur. 7 lutego 1961 w Rafaela), argentyński bokser, były mistrz świata WBO w wadze junior ciężkiej.

## Kariera zawodowa
Na zawodowych ringach zadebiutował 6 lipca 1984 przegrywając z Mario Oscar Melo. 23 sierpnia 1986 pokonał przez techniczny nokaut w jedenastej rundzie Jorge Juana Salgado zdobywając mistrzostwo Argentyny w wadze półciężkiej. po stoczeniu jednego wygranego pojedynku 12 grudnia 1986 ponownie zmierzył się z Jorge Juan Salgado remisując w pojedynku w którym stawką było mistrzostwo ameryki południowej. 13 marca 1987 w obronie mistrzostwa Argentyny pokonał na punkty Eduardo Domingo Contrerasa. Po stoczeniu sześciu kolejnych zwycięskich walk między innymi ponownie pokonując Contrerasa 12 grudnia 1987 po raz trzeci zmierzył się z Jorge Juan Salgado przegrywając pojedynek na punkty oraz tracąc mistrzostwo Argentyny w wadze półciężkiej. W swoim kolejnym pojedynku udał się do Włoch i zmierzył się z  Noe Cruciani nokautując go już w pierwszej rundzie oraz odbierając pas WBC International, równocześnie była to jego pierwsza walka poza Argentyną. 14 września 1987 w pierwszej obronie pasa ponownie wystąpił we Włoszech pokonując decyzją większości Mwehu Beya. Po dwóch kolejnych wygranych pojedynkach 10 maja 1989 zmierzył się z niepokonanym na zawodowych ringach Jeffem Hardingiem ulegając mu jednogłośną decyzją. 18 marca 1990 ponownie zmierzył się z Jeff Harding który bronił mistrzowskiego pasa WBC przegrywając przez techniczny nokaut w jedenastej rundzie. po tej porażce 10 maja 1990 po raz czwarty zmierzył się z Jorge Juan Salgado przegrywając jednogłośną decyzją.

## Waga junior ciężka
Po zmianie kategorii wagowej na wyższą zmierzył się ze swoim rodakiem i przyszłym mistrzem WBC w wadze junior ciężkiej Marcelo Fabian Dominguezem wygrywając przez dyskwalifikację w czwartej rundzie. 23 czerwca 1993 pokonał Markusa Botta zdobywając pas mistrzowski WBO. 20 listopada 1993 doszło do pojedynku rewanżowego w którym ponownie zwyciężył Argentyńczyk. Po czterech zwycięskich pojedynkach które nie były walkami mistrzowskimi 17 grudnia 1994 w kolejnej obronie został znokautowany w dziesiątej rundzie przez Dariusza Michalczewskiego tracąc pas WBO. Po stoczeniu jeszcze pięciu pojedynków ze zmiennym szczęściem w 2000 roku zakończył karierę.